# Century City (Los Angeles)

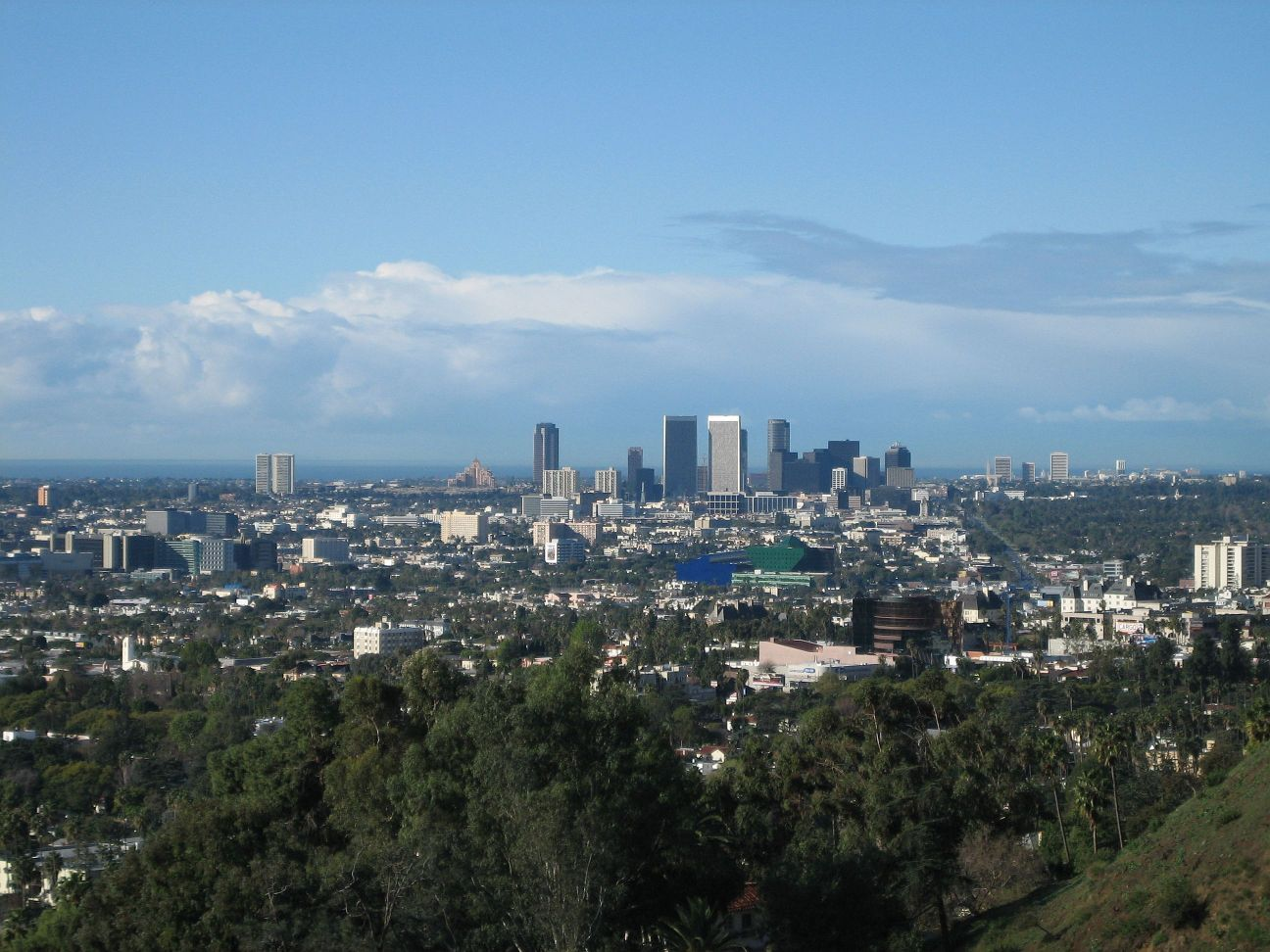
Blick auf die Skyline von Century City, Los Angeles

Century City ist ein etwa 71 Hektar großer Geschäfts- und Wohnbezirk im Westen der kalifornischen Millionenstadt Los Angeles. Das bekannte Filmstudio 20th Century Fox hat hier seinen Hauptsitz.
Century City liegt innerhalb der Stadtgrenzen von Los Angeles und grenzt im Nordwesten an den Stadtteil Westwood, an West Los Angeles im Südwesten, an Cheviot Hills im Südosten, sowie an Beverly Hills im Nordosten.
Century City ist ein wichtiges Geschäftszentrum, in dem sich viele Anwaltskanzleien und Dienstleistungsunternehmen niedergelassen haben – insbesondere solche mit Verbindungen zur Unterhaltungs-, Musik- und Filmindustrie. Merkmal des Viertels sind die vielen Hochhäuser und Wolkenkratzer, die in solcher Konzentration in Los Angeles sonst nur in Downtown zu finden sind.

## Geschichte und Planung
Der Stadtteil wurde ab Anfang der 1960er Jahre schrittweise auf einen früheren Backlot von 20th Century Fox errichtet. Eines der ersten Gebäude ist das 1966 errichtete Century Plaza Hotel, welches im Jahr 2009 vom National Trust for Historic Preservation auf die Liste der am meisten bedrohten historischen Gebäude der USA gesetzt wurde, nachdem der Eigentümer den Abbruch angekündigt hatte. Die vielen Wolkenkratzer von Century City stellen einen starken Kontrast zur sonst flachen Bebauung in den angrenzenden Stadtteilen dar. In den 1960er Jahren wurden in Century City einige der ersten neuen Hochhäuser errichtet, nachdem die Erdbeben-bedingten Höhenbeschränkungen für Gebäude aufgehoben worden waren.
Einige der bekannteren Gebäude von Century City sind unter anderem:
- Century Towers
- Century Plaza Towers, auch als Twin Towers bekannt
- Fox Plaza, Hauptsitz von 20th Century Fox
- Constellation Place, (or the MGM Tower), Firmensitz des berühmten Hollywood-Studios Metro-Goldwyn-Mayer
- Watt Plaza
- SunAmerica Center
- Century Plaza Hotel
- Century City News